# Mason, Ohio
Mason este un oraș din comitatul Warren, statul Ohio, Statele Unite, care avea în anul 2000 o populație de 22.016 loc. Mason a fost unul din orașele comitatului cu dezvoltarea cea mai rapidă.